# نوادر وحكايا (مسلسل)
نوادر وحكايا مسلسل سوري تاريخي كوميدي انتج سنة 2005 م من إعداد الفنان زيناتي قدسية، وإخراج سمير حسن.

## ملخص المسلسل
تدور أحداث مسلسل نوادر وحكايا في العصر العباسي راصداً بعض العادات والقيم والطباع، مثل الحسد والبخل... الخ، من خلال شخصيات تثير الضحك والشفقة في آن، ويتناول في كل حلقة من حلقاته قيمة أو عادة ما، وبأسلوب ساخر وناقد.

## فريق العمل

### المؤلف
- زيناتي قدسية

### المخرج
- سمير حسن

### الممثلين
- زيناتي قدسية
- جمال قبش
- أحمد منصور
- ناهد حلبي
- رندة مرعشلي
- علاء قاسم
- ياسين أرناؤوط
- باسل حيدر
- محمود خليلي
- يوسف المقبل
- نضال حمود
- توفيق إسكندر
- أسامة تيناوي
- أيمن بيطار[3]
- من السعودية ماجد مطرب فواز، عبد الإله السناني